# Висајска острва
Висајска оствра или Висаја су архипелаг у Југозападној Азији који припада држави Филипини. Састоји се од неколико острва првенствено око истоименог мора. Према подацима из 2015. године на Висајским острвима живи 19.373.431 становника, док је просечна густина насељености 292 становника по km². Највећи градови овог пордучја су Цебу Сити и Баколод.